# Lasta Sanco
Lasta Sanco («última oportunitat» en esperanto) és un grup format a Cervera que fusiona ritmes llatins i tribals, combinats amb l'electrònica i la connexió afrorap. En les seves lletres empra el català, el castellà i el lingala.

## Discografia
- Perdita kompaso (EP, Coopula, 2019)[3]
- Elonga ya ngo (Coopula, 2020)[4]
- Renéixer (Kasba Music, 2023)[5]